# انزلاق (من الأفضل الاتصال بسول)
«انزلاق» (بالإنجليزية: Slip)‏ هي الحلقة الثامنة للموسم الثالث من مسلسل إيه إم سي التلفزيوني الدرامي من الأفضل الاتصال بسول، المسلسل يُعتبر بادئة من مسلسل اختلال ضال. تم بث الحلقة في 5 يونيو 2017 على قناة إيه إم سي بالولايات المتحدة. خارج الولايات المتحدة، تم عرض الحلقة لأول مرة على خدمة البث نتفليكس في عدة بلدان.

## الاستقبال

### التقييمات
عند بثها، تلقت الحلقة 1.633 مليون مشاهد أمريكي، ونسبة 18-49 من 0.5.

## وصلات خارجية
- «انزلاق» على إيه إم سي (بالإنجليزية)
- «انزلاق» على قاعدة بيانات الأفلام على الإنترنت (بالإنجليزية)